# Ciclismo ai Giochi della I Olimpiade
Le gare di ciclismo ai Giochi della I Olimpiade furono 6 eventi di ciclismo che si svolsero tra l'8 e il 13 aprile 1896, durante i primi Giochi olimpici dell'era moderna che si svolsero ad Atene nel 1896. Gli eventi su pista si tennero nel velodromo Neo Phaliron.
I protagonisti della disciplina, durante questa manifestazione, furoro i francesi Léon Flameng e Paul Masson e l'austriaco Adolf Schmal; i tre si piazzarono per 11 volte su 16 alle prime tre posizioni e, se escludiamo la gara su strada dove non erano presenti, 11 volte su 13. Paul Masson, in particolare, passò poi al mondo del professionismo con buoni risultati e con lo pseudonimo di Paul Nossam.
Probabilmente i tre facevano uso di biciclette professionali, basta guardare le foto in cui compaiono accanto alla bicicletta di Aristeidīs Kōnstantinidīs che, ad esempio, vinse la gara su strada su un mezzo amatoriale che ruppe per ben due volte e alla seconda sembra che abbia preso la bicicletta di una persona del pubblico per concludere la gara.
Quindi era chiara la differenza tra i tre, ai limiti del professionismo, e il resto dei partecipanti, dilettanti di fatto, infatti di recente si sono identificate le figure dei partecipanti britannici, Frederick Keeping e Edward Battel, che sembrano essere il fante e il maggiordomo dell'ambasciatore inglese ad Atene.

## Nazioni partecipanti

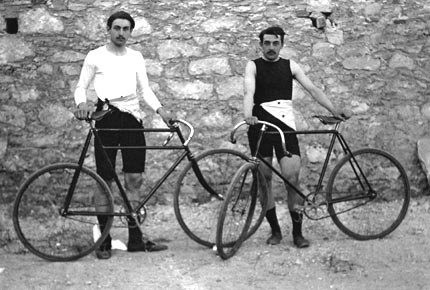
Masson e Flameng con le loro biciclette

Un totale di 47 atleti, provenienti da 5 nazioni, gareggiarono alle Olimpiadi di Atene nel ciclismo:
- Austria (1)
- Francia (6)
- Germania (5)
- Gran Bretagna (6)
- Grecia (29)

## Podi
| Evento                    | Oro                       | Prestazione | Argento               | Prestazione | Bronzo        | Prestazione |
| Ciclismo su strada        |                           |             |                       |             |               |             |
| Corsa in linea (dettagli) | Aristeidīs Kōnstantinidīs | 3h22'31"    | August Goedrich       | 3h42'18"    | Edward Battel | ?           |
| Ciclismo su pista         |                           |             |                       |             |               |             |
| Velocità (dettagli)       | Paul Masson               | 4'58"2      | Stamatīs Nikolopoulos | 5'00"2      | Léon Flameng  | ?           |
| 10 kilometri (dettagli)   | Paul Masson               | 17'54"2     | Léon Flameng          | 17'54"8     | Adolf Schmal  | ?           |
| 100 kilometri (dettagli)  | Léon Flameng              | 3h08'19"2   | Geōrgios Kōletīs      | ?           | Non assegnato | ---         |
| 12 ore (dettagli)         | Adolf Schmal              | 314,997 km  | Frederick Keeping     | 314,664 km  | Non assegnato | ---         |
| Cronometro (dettagli)     | Paul Masson               | 24"0        | Stamatīs Nikolopoulos | 25"4        | Adolf Schmal  | 26"0        |

## Medagliere
| Pos.   | Paese       | Oro | Argento | Bronzo | Totale |
| ------ | ----------- | --- | ------- | ------ | ------ |
| 1      | Francia     | 4   | 1       | 1      | 6      |
| 2      | Grecia      | 1   | 3       | 0      | 4      |
| 3      | Austria     | 1   | 0       | 2      | 3      |
| 4      | Regno Unito | 0   | 1       | 1      | 2      |
| 5      | Germania    | 0   | 1       | 0      | 1      |
| Totale | Totale      | 6   | 6       | 4      | 16     |

## Sotto-Comitato olimpico per il ciclismo
- Nicolas Vlangalis, presidente
- Const. Bellinis, segretario
- S. Mavros
- Nic. Kontojiannis
- Mar Philipp
- Jac. Theophilas